# Eritrichium ochotense
Eritrichium ochotense là loài thực vật có hoa trong họ Mồ hôi. Loài này được Jurtzev & A.P.Khokhr. mô tả khoa học đầu tiên năm 1975.